# Посёлок Раменской агрохимстанции (РАОС)
Посёлок Раменской агрохимстанции (РАОС) — посёлок в Раменском городском округе Московской области России.
Расположен недалеко от Новорязанского шоссе. Название получил от располагавшейся здесь ранее опытной агрохимической станции, имевшей свои поля и тестировавшей на них новые виды удобрений. Население — 1003 чел. (2010).
Дома в посёлке — это четырёх- и пятиэтажные хрущёвки, а также двухэтажные многоквартирные дома и частный сектор. Имеются детский сад и школа, два магазина, поселковый клуб, фельдшерско-акушерский пункт, библиотека, парикмахерская, лесопилка и торговые ряды. Недалеко от посёлка располагается заводы «Эрман», «Хохланд», «Центис»
С 1994 по 2006 год входил в состав Софьинского сельского округа Раменского района, с 2006 по 2019 год — в состав сельского поселения Софьинское Раменского района.

## Население
| 2002 | 2006 | 2010  |
| ---- | ---- | ----- |
| 892  | ↗895 | ↗1003 |